# ツマンスキー R-13
R-13はソビエト連邦（現ロシア連邦）のツマンスキー設計局が開発したターボジェットエンジンである。

## 概要
R-13は成功したツマンスキー R-11を基に開発された2軸ターボジェットで、新しい5段高圧圧縮機、高高度でのエンジン再始動を想定した燃焼室、新型アフターバーナー、チタン製部品の採用といった改良が施されている。
MiG-21SM/MF/SMT/UMに搭載されるほかSu-15Mにも搭載される。
中国ではR-11同様WP-13/渦噴-13としてライセンス生産する予定であったが中ソ対立により、ロシア人技術者がソ連に引き揚げてしまい、残された部品や図面のみで独自に生産することになった。その後、ゼネラルデザイナーである江和甫の元で無事生産にこぎつけている。

## 仕様 (R-13-300)
一般的特性
- 形式: アフターバーナー付きターボジェット
- 全長: 4,605 mm (181.3 in)
- 直径: 1,095 mm (43.1 in)
- 乾燥重量: 1,205 kg (2,656 lb)

構成要素
- 圧縮機: 2軸軸流圧縮機

性能
- 推力: 

  - 39.9 kN (8,970 lbf) ミリタリー推力
  - 63.7 kN (14,320 lbf) アフターバーナー
- 全圧縮比（英語版）: 8.9:1
- タービン入口温度: 1,005 °C (1,840 °F)
- 燃料消費率: 

  - 95 kg/(h·kN) (0.93 lb/(h·lbf)) アイドル時
  - 213 kg/(h·kN) (2.09 lb/(h·lbf)) アフターバーナー
- 推力重量比: 52.8 N/kg (5.4:1)